# Das Volk (1945–1946)
Das Volk war die Tageszeitung der SPD von 1945 bis 1946.

## Geschichte
Am 7. Juli 1945 erschien die erste Ausgabe der Tageszeitung Das Volk mit sowjetischer Lizenz in Berlin. Herausgeber war der Zentralausschuss der Sozialdemokratischen Partei Deutschlands, die wenige Wochen zuvor wiedergegründet worden war. Verantwortlicher Redakteur des SPD-Organs war Otto Meier (1889–1962). Ein weiterer Redakteur ab 1945 war der Journalist Otto Reimer (geboren 1912, ab 1959 politischer Redakteur beim Sender Freies Berlin).
Am 21. April 1946 erschien die letzte Ausgabe. Nach der Zwangsvereinigung von SPD und KPD zur SED in Ost-Berlin erschien stattdessen seit dem 23. April deren Zentralorgan Neues Deutschland. Außerdem gab es die SED-Wochenzeitung Vorwärts, die den Titel der SPD-Zeitung von vor 1933 übernommen hatte.
Am 3. Juni 1946 wurde in West-Berlin die Tageszeitung Der Sozialdemokrat gegründet, bei der Otto Reimer Ressortleiter (Nachrichten), Kommentator und Chef vom Dienst war, bevor er 1947 politischer Kommentator bei RIAS Berlin wurde.